# Clara Kopp
Clara Kopp, auch Klara Kopp, (* 8. April 1805 in Castrop; † 24. Januar 1883 in Essen) war 1843 die Gründerin der Ordensgemeinschaft der Barmherzigen Schwestern von der hl. Elisabeth in Essen. Der Orden gründete 1844 das erste Essener Krankenhaus, das heute noch in Betrieb befindliche Elisabeth-Krankenhaus.

## Leben
Clara Kopp war das achte von neun Kindern und wurde mit dem Namen Elisabeth getauft. Ihr Vater war der Landwirt Matthias Kopp, ihre Mutter war Elisabeth Henseler. 
Clara Kopp erlitt 1867 eine Augenkrankheit, die fast zur vollständigen Erblindung führte. So verbrachte sie ihren Lebensabend in passiver Frömmigkeit. 1883 wurde sie auf dem Friedhof Segeroth beigesetzt. 

### Klostereintritt
Sie trat am 31. Januar 1832 in das Beginenkonvent Im Kettwich ein, das eines von sechs Beginenkonventen im Stadtgebiet war. Das Konvent erhielt an diesem Tag die offizielle kirchliche Erlaubnis, Kranke zu pflegen. Die einstigen Konvente Im Turm und Im Zwölfling kamen 1838 hinzu und wurden zusammen mit dem ehemaligen Konvent Im Kettwich, deren Ursprünge ins 13. Jahrhundert zurückgehen, durch Umbildung zum Kapuzinerkloster Essen. Alle Konvente waren durch fromme Frauen vereinigt, die sich caritativen und sozialen Dingen widmeten. 1840 wurde Clara Kopp von den Konventualinnen zur Oberin gewählt. Zu dieser Zeit pflegte sie Kranke in der Stadt und war zudem pastoral und sozial-caritativ tätig.

### Ordensgründung
Clara Kopp wurde am 18. August 1843 die Genehmigung von kirchlicher und staatlicher Stelle zuteil, den Orden der Barmherzigen Schwestern von der hl. Elisabeth zu gründen und ein Krankenhaus einzurichten. Das entsprach ihren damaligen Vorstellungen. Nach Gründung des ersten Krankenhauses der Stadt Essen, dem Elisabeth-Krankenhaus, und umfangreichen Sanierungsarbeiten an den teils verfallenen Klostergebäuden, nahm Clara Klopp am 23. Januar 1844 mit ihren zunächst sechs Mitschwestern den Betrieb auf. Sie behandelten dabei zu Beginn 35 Pflegebedürftige.

## Gedenken
Im Essener Stadtteil Huttrop ist im Jahr 2005, zum 200. Geburtstag von Clara Kopp, die Straße auf dem Krankenhausgelände zum Klara-Kopp-Weg ernannt worden.